# Smokie
Smokie este o formație muzicală britanică de muzică glam, pop și soft rock, formată în 1964, activă de atunci până în prezent, formată inițial din Chris Norman voce și chitară armonică, Alan Silson la chitară solo, Terry Utley la chitară bas și Pete Spencer la baterie.
Formația, care a trebuit să-și schimbe ortografia numelui de la Smokey la Smokie, dar și compoziția muzicienilor săi, de mai multe ori de la formare, este încă activă în 2018 și efectuează tururi muzicale concertând în întreaga lume.
Printre cele mai faimoase hituri ale formației se numără și melodiile "If You Think You Know How to Love Me", "Oh, Carol", "Lay Back in the Arms of Someone", "I'll Meet You at Midnight". Cea mai cunoscută și îndrăgită melodie a lor, "Living Next Door to Alice", a ocupat numrul 3 în clasamentul single-urilor din Regatul Unit respectiv în martie 1977, a ocupat locul 25 în clasamentul Billboard Hot 100.

## Istoric

### Începuturi
Numită inițial The Yen, apoi The Sphynx și mai târziu Essence, trupa a fost formată la gimnaziul Saint Bede's din Heaton, Bradford, Anglia. A fost compusă inițial din Chris Norman (voce/chitară/pian) (n. Christopher Ward Norman pe 25 octombrie 1950, Redcar, Yorkshine), Terry Uttley (chitară bas/voce) (Terence Uttley, n. 9 iunie 1951, Birkenshaw, Yorkshine), Alan Silson (chitară plumb/voce) (n. 21 iunie 1951, Birkenshaw, Yorkshine) Ron Kelly (n. Ronald Kelly, 1952). În principal aveau concerte în mici cluburi din Bradford precum și în comunitățile înconjurătoare.
În mai 1968, grupul l-a luat ca manager pe Mark Jordan, care i-a sfătuit să redenumească grupul în Elizabethans. În toamna lui 1968 Kelly a plecat din grup pentru a-și continua studiile. În decembrie același an, grupul a avut o primă apariție la televizor la Yorkshine și o primă apariție în revista Calendar, publicație locală de știri și alte evenimente. În august 1969 grupul compune două piese muzicale pentru programul BBC "High Jinx". Încurajați de succes, Jordan i-a făcut să înregistreze primul demo tape. În 1970 casa de discuri RCA manifestă un interes foarte mare pentru această trupă, propunându-le schimbarea numelui în Kindness.
La sfârșitul anului 1970, Dave Eager s-a oferit să le fie manager. Ulterior au concertat cu Rory Storm, cântăreț stil „Mersy Beat” și un contemporan al Beatleșilor.